# 施泰納河 (施瓦爾姆河支流)
50°53′38.1″N 9°15′20.5″E / 50.893917°N 9.255694°E
施泰納河（德語：Steina），是德國的河流，位於該國中部，由黑森州負責管轄，屬於施瓦爾姆河的右支流，河道全長13.9公里，流域面積20.5平方公里，河口處在施瓦爾姆施塔特附近。